# 何承天 (南朝)
何承天（370年—447年），東海郡郯縣（今山东郯城西北）人，南北朝数学家、天文学家、史學家、思想家。劉秀之的岳父。

## 生平
何承天是祕書監徐廣的外甥，因母親為人聰明博學，故承天自幼就讀過儒史諸書，通曉詞義。承天初隨任益陽令的叔父何肹到益陽。後南蠻校尉桓偉任命承天為其參軍，不過他就遇著江州刺史桓玄及荊州刺史殷仲堪互相攻伐，因恐懼而辭職逃回益陽。元興三年（404年），劉裕起兵討伐篡位的桓玄，長沙郡公陶延壽任命承天為輔國府參軍，並派他與劉裕通好，因而獲授瀏陽令。不久，何承天離職還都，並獲劉毅任命為行參軍。後又先後任宛陵令及寧蠻司馬。
離任寧蠻司馬後，劉裕又以承天為太尉行參軍。義熙八年（412年），劉裕率眾攻打荊州刺史劉毅，留了諸葛長民守戍建康。不過諸葛長民自以多不法之事，意圖乘時作亂。丹楊尹劉穆之感憂心，就故意秘密問何承之有關劉裕西征成敗，承天回應說不擔心西方之事沒及時解決，反倒憂慮劉裕回來時如兩年前因盧循之亂趕回建康時的輕捷，這回回京他應該要嚴加防備。穆之見承天亦顧慮長民變亂，遂答：「要不是有你我也聽不到這話呀。我現在想變回丹徒的布衣劉郎，恐怕也不再可能了。」次年劉裕特別潛返建康，並收殺諸葛長民兄弟。後承天轉任太學博士。義熙十一年（415年），承天轉任豫章公世子劉義符的征虜參軍，後轉錢唐令。元熙元年（418年），劉裕進宋王，建宋臺，都壽陽，召何承天為尚書祠部郎，與傅亮共撰朝儀。宋代晉後曾調任南臺治書侍御史。
元嘉元年（424年），徐羨之、傅亮及謝晦為首的大臣廢黜宋少帝後立了荊州刺史劉義隆為帝，即宋文帝。謝晦隨後接任荊州，請承天為南蠻長史。不久謝晦進號衞將軍，承天亦隨轉諮議參軍，領記室。元嘉三年（426年），宋文帝謀誅三臣，為了準備討伐荊州而以北伐作掩飾。不過，其實一些風聲早已走漏，謝晦弟弟謝皭就將文帝將要行事的消息告知兄長。可是謝晦不信，還向何承天出示文帝寫給傅亮，聲稱要派萬幼宗來荊州問北伐事宜的信件。何承天亦聽聞文帝有此打算，就說：「外間所聽到的都是說西討之事已經決定了，幼宗怎會來呀。」但謝晦仍然不信，更要何承天準備好回答北伐的奏章草稿。不久，程道惠從尋陽人手中截獲了一封書信，也寫著「朝廷將要有大決策，事情已經確定了。」於是原信轉發給謝晦。謝晦此時仍在遲疑，還對何承天說：「幼宗還未到，如果兩三日後還沒消息，就是不會來了嗎？」承天就答：「他本身就沒理由會來，正如程道惠所說，事情已有決定，怎可以還遲疑。」晦遂向承天問計，承天說：「以皇帝重名，舉全國之力攻一州，強弱懸殊，又是討逆，出走國外以求生存是上策。派心腹戍守義陽，將軍率眾屯夏口決戰，如果戰敗就經義陽逃離國境，這是次計。」謝晦想了很久才決定起兵反抗，並命承天檄文。謝晦準備迎擊朝廷軍隊時，認為湘州刺史張邵必定不會站在自己一邊，遂想派千兵襲取湘州，惟承天以張邵意向未明而反對；另益州刺史蕭摹之及巴西太守劉道產因離職而東歸，路過江陵時謝晦想殺了他們，承天也盡力營救，都保存了他們的性命。同年，謝晦兵敗被殺，荊州被朝廷平定，何承天在謝晦出兵時留府沒有跟隨，朝廷兵臨江陵即歸降，領軍的到彥之沒有殺他，讓他行南蠻府事。
元嘉七年（430年），文帝命到彥之北伐，到彥之遂請承天為右軍錄事。不過，年末到彥之就被北魏打敗，倉卒撤軍，遂被降職，但因承天並沒行軍作戰之才而得免罪。後任尚書殿中郎，兼尚書左丞。後殷景仁轉任尚書僕射，因何承天性格剛愎，不肯屈意順從朝廷重臣，更會因他博學之長而欺侮同列者，令殷景仁對他很不滿，調了他任衡陽內史。何承天昔日在荊州與當地士人不和，在郡亦不夠清明公允，遂被檢舉繫獄，只因遇到大赦而免罪。元嘉十六年（439年），何承天又任著作佐郎，負責編修國史。後加太子率更令，後更命承天立史學，與儒學、玄學及文學並稱四學。元嘉十九年（442年），朝廷立國子學，承天遂加領國子博士，並與太子中庶子顏延之為太子執講《孝經》。後遷御史中丞。
時何承天與尚書左丞謝元不和，更互相窺伺對方任內的過失，多次互相彈劾。因生活奢侈而不夠錢用的江夏王劉義恭於元嘉二十一年（444年）向尚書申請提取明年的資給，謝元自行決定撥二百萬錢給劉義恭而未有按規則將二十萬錢以上的撥款上奏。事情被揭發後謝元曾派令史去尚僕射孟顗處取撥款的指令作掩飾。何承天因而彈劾時將調任劉義恭諮議參軍的謝元。文帝知道此事後大怒，不但將尚未拜新官的謝元免官歸田，還命其禁錮終身不得出仕。不過謝元那時也告發何承天以高價向屬官售賣四百七十束茭，令承天白衣領職。元嘉二十四年（447年）改任廷尉，未拜官文帝就想讓他做吏部尚書，並授以密旨，可是承天將內容泄漏，遂被免官。後何承天在家中去世，享年七十八。
北宋大观年间，何承天因算術成就而被封为伯爵。

## 性格特徵
- 何承天喜歡下圍棋，常因而耽誤工作。另承天亦能彈箏。
- 何承天任著作佐郎時年紀已很大，相反其他佐郎都是名家的年輕公子，故何承天被荀伯子譏為「嬭母」，承天卻答：「你應該說是鳳凰帶着九子，嬭母是甚麼話呀！」

## 學術成就
- 何承天將長達八百卷的《禮論》刪節，並依各段落內容歸類列出，寫成三百卷本。

- 他在443年提出元嘉曆（建元曆），在農曆的每19年之中，置7个闰月。这个曆法由445年一直使用至510年，才改用祖冲之提出的采用391年置144闰月的大明曆。

- 何承天亦对圆周率进行研究，他创立了调日法，计算出圆周率 π 为 111035/35329 (= 3.14288…) ，准确至小数点后2位[5]。

- 世界历史上最早的十二平均律，也出自何承天。公元400年左右，何承天提出十二平均律：

900 849 802 758 715 677 638 601 570 536 509.5 479 450

## 著作
- 《春秋前傳》10卷
- 《雜語》
- 《纂文》
- 《禮論》300 卷
- 《姓苑》10卷

## 延伸阅读
[在维基数据编辑]
 在维基文库阅读此作者作品
 《宋書·卷64》，出自沈约《宋书》